# Donja Obreška
 Donja Obreška  falu Horvátországban Zágráb megyében. Közigazgatásilag Kloštar Ivanićhoz tartozik.

## Fekvése
Zágrábtól 38 km-re keletre, községközpontjától  6 km-re északkeletre a megye keleti részén fekszik.

## Története
A település a kloštar ivanići Nagyboldogasszony plébániához tartozott. 
1857-ben 227, 1910-ben 304 lakosa volt. Trianonig Belovár-Kőrös vármegye Križi járásához tartozott. A településnek 2001-ben 138 lakosa volt.

## Lakosság
| Lakosság változása | Lakosság változása | Lakosság változása | Lakosság változása | Lakosság változása | Lakosság változása | Lakosság változása | Lakosság változása | Lakosság változása | Lakosság változása | Lakosság változása | Lakosság változása | Lakosság változása | Lakosság változása | Lakosság változása |
| ------------------ | ------------------ | ------------------ | ------------------ | ------------------ | ------------------ | ------------------ | ------------------ | ------------------ | ------------------ | ------------------ | ------------------ | ------------------ | ------------------ | ------------------ |
| 1857               | 1869               | 1880               | 1890               | 1900               | 1910               | 1921               | 1931               | 1948               | 1953               | 1961               | 1971               | 1981               | 1991               | 2001               |
| 227                | 478                | 464                | 276                | 299                | 304                | 306                | 327                | 321                | 326                | 339                | 207                | 159                | 150                | 138                |

## Nevezetességei
Szent Flórián tiszteletére szentelt kápolnáját 1941-ben építették.

## Külső hivatkozások
- Kloštar Ivanić hivatalos oldala
- A kloštar ivanići Nagyboldogasszony plébánia honlapja